# 日の出 (新潟市)
日の出（ひので）は、新潟県新潟市中央区の町字。現行行政地名は日の出一丁目から日の出三丁目。住居表示実施済み区域。郵便番号は950-0073。

## 概要
1968年（昭和43年）から現在の町名。
新栗ノ木川の左岸に位置し、1丁目から3丁目がある。
もとは日ノ出町1丁目から3丁目と沼垂の一部で、町名施行前は、通称名として「日ノ出」が存在した。

### 隣接する町字
北から東回り順に、以下の町字と隣接する。
- 鏡が岡
- 沼垂東
- 竜が島

※を挟んで東区榎町、東区山木戸、本馬越と隣接。

## 世帯数と人口
2018年（平成30年）1月31日現在の世帯数と人口は以下の通りである。
| 丁目         | 世帯数  | 人口    |
| ------------ | ------- | ------- |
| 日の出一丁目 | 259世帯 | 497人   |
| 日の出二丁目 | 277世帯 | 621人   |
| 日の出三丁目 | 294世帯 | 472人   |
| 計           | 830世帯 | 1,590人 |

## 歴史
日ノ出町（ひのでまち）
1941年（昭和16年）から1968年（昭和43年）まであった町字。始めは3丁目、1942年（昭和17年）から1丁目から3丁目となる。もとは沼垂と馬越、鴉又の各一部で、「日の出町」とも書いた。
1942年（昭和17年）に馬越と沼垂の各一部を、1943年（昭和18年）に鴉又と馬越の一部を編入。1968年（昭和43年）に、沼垂東1丁目から6丁目、日の出1丁目から3丁目、竜が島1丁目から2丁目となる。

### 年表
- 1968年（昭和43年） : 沼垂から分立。
- 2007年（平成19年）4月1日 : 新潟市の政令指定都市移行により、中央区の町丁となる。

## 小・中学校の学区
市立小・中学校に通う場合、学区は以下の通りとなる。
| 丁目         | 番地 | 小学校             | 中学校               |
| ------------ | ---- | ------------------ | -------------------- |
| 日の出一丁目 | 全域 | 新潟市立沼垂小学校 | 新潟市立東新潟中学校 |
| 日の出二丁目 | 全域 | 新潟市立沼垂小学校 | 新潟市立東新潟中学校 |
| 日の出三丁目 | 全域 | 新潟市立沼垂小学校 | 新潟市立東新潟中学校 |

## 交通

### 道路
国道
- 新潟県道3号新潟新発田村上線

### バス
新潟交通路線バス
- E5 牡丹山線
  - 月見橋
- E6 竹尾線
  - 月見橋